# Nabaluia
Nabaluia é um género botânico pertencente à família das orquídeas (Orchidaceae).